# Ängelholmsleden

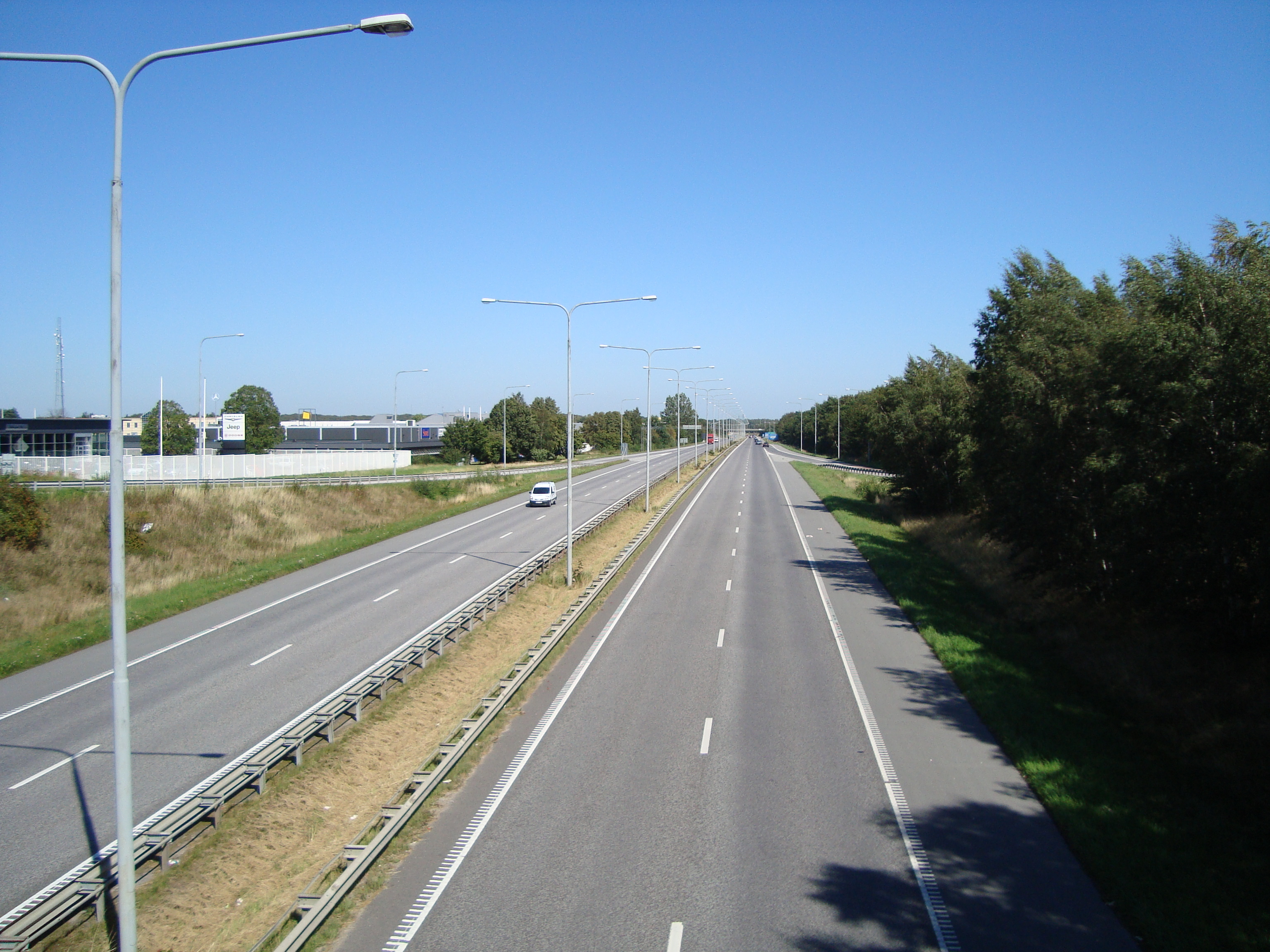
Ängelholmsleden vid Berga trafikplats.

Ängelholmsleden är en väg mellan Helsingborg centrum och Trafikplats Kropp vid E4 och E6/E20 strax utanför Helsingborg. Vägen är motorväg större delen av sträckan. Myndigheternas nummer på vägen är E4.23. Den är dock inte skyltad med något eget nummer, och numret E4.23 används mest bland myndigheter. Inte heller normala kartor har något vägnummer på denna motorväg. Motorvägsdelen kallas Ängelholmsleden, och gatusträckorna närmast staden kallas Hälsovägen, Drottninggatan och Järnvägsgatan. Det är en populär väg för att ta sig från E4 och E6/E20 norrifrån till färjorna mot Helsingör, men man måste då åka rakt genom stadens centrum. Därför skyltas E4 via södra infarten, 5 km längre till färjan. En annan ännu kortare alternativ väg mot färjan är Stenbocksgatan från Ängelholmsledens slut.
Motorvägen byggdes i två etapper och var från början skyltad som en del av E4 fram till dess att den nya färjeterminalen i Helsingborg togs i bruk 1991. 1975 var motorvägen färdig från inre Helsingborg till trafikplats Väla. 
Ängelholmsleden delar sig vid trafikplats Väla.

## Välainfarten
Detta är den gamla sträckningen av motorvägen som går till rondellen som sammanbinder Välavägen och Djurhagshusvägen. 
Avfarten norrifrån består av en 160° kurva i en backe som är förrädisk på vintern. Söderifrån håller vägen motorvägsstandard hela vägen fram till rondellen. Från rondellen är det skyltat Helsingborg västerut. Det finns ingen möjlighet att köra på motorvägen om man vill mot Stockholm eller Göteborg. Trafik norrut måste köra Djurhagshusvägen mot Bjuv och svänga in på respektive motorväg därifrån. Vägverket och Helsingborgs kommun har dock påbörjat bygget av en ny påfart norrut.
Hela denna vägsträcka är endast cirka 1,5 km lång, varav 500 m dubbelfilig motorväg.

## Huvudgrenen
1978 förlängdes E4 som motorväg till Hyllinge och då invigdes samtidigt Trafikplats Kropp där vägen sammanstrålar med E6.

## Trafikplatser längs Ängelholmsleden
|  | Nr | Namn                | Skyltning                  |
|  | -- | ------------------- | -------------------------- |
|  | -  | Trafikplats Berga   |                            |
|  | -  | Trafikplats Brohult | Höganäs                    |
|  | -  | Trafikplats Väla    | Ödåkra                     |
|  |    | Trafikplats Kropp   | Göteborg, Malmö, Stockholm |